# 联璧金融
上海联璧金融有限公司，原名上海联币有限公司，是成立於2012年的一家網路貨款平臺公司，以年化收益10%～12%的定期存款模式，以及年化收益10%的活期存款模式吸引投資者，此利率被媒体形容为“高額返利”。2018年6月暴發財務問題而停業。

## 概述
联璧金融CEO為云南人侬锦。該公司與斐讯公司共同合作推出路由器“零元购”活动吸引民眾加入投資理财，參與的業者還有中国电信运营商、京东、苏宁等。理财预期收益在年化6.9%至12%之间。
由於斐讯大股东为中国国资委下属国企，联璧正常营业期间，上海市领导人多次参观，官方媒体颁发奖状。
2018年6月20日联璧金融无法提现。6月21日上海松江区经侦迅速立案。侬锦外逃。其後于2018年8月6日被警方逮捕。
6月20日至8月6日期间，受害民众发现大量联璧与斐讯的关系，并要求警方查证。警方一直说并无关系，有现场视频作证。8月6日众多受害人从各地赶往北京进行上访，被阻挠。
2019年2月27日，上海市松江区人民检察院发布犯罪嫌疑人顾国平、侬锦等人涉嫌集资诈骗罪、非法吸收公众存款罪一案受理公告 （页面存档备份，存于）。公告称：“犯罪嫌疑人顾国平、侬锦、韩环、陈雨等17人涉嫌集资诈骗罪、非法吸收公众存款罪一案，已由上海市公安局松江分局侦查终结移送本院审查起诉。”
2023年6月2日，上海市第一中级人民法院发布关于“联璧金融”案被害人信息登记核对平台使用的相关说明 （页面存档备份，存于），对（2022）沪01执895号案件涉及被害人进行信息登记。